# Syneches basiniger
Syneches basiniger är en tvåvingeart som beskrevs av Yang och Wang 1998. Syneches basiniger ingår i släktet Syneches och familjen puckeldansflugor. Inga underarter finns listade i Catalogue of Life.